# Marianna Pogłód
Marianna Pogłód, Maria Pogłód (ur. 1 sierpnia 1916 w Mystkowcu-Szczucinie, zm. ?) – hafciarka z Puszczy Białej specjalizująca się w hafcie białokurpiowskim, animatorka i popularyzatorka sztuki ludowej.

## Życiorys
W rodzinnej wsi skończyła czteroklasową szkołę powszechną. Gdy miała 11–12 lat, zauważono jej zdolności hafciarskie. Talent rozwijała pod okiem matki, sąsiadki, a także twórczyni ludowej Aleksandry Kołakowskiej.
W 1930 za pośrednictwem Wandy Modzelewskiej podjęła współpracę ze Spółdzielnią Kurpiowskiego Przemysłu Ludowego w Gładczynie. W kolejnej dekadzie zasiadała także w radzie nadzorczej spółdzielni.
W 1938 Marianna Pogłód wzięła ślub i zamieszkała w Lutobroku. Pracowała jako gospodyni domowa i jednocześnie realizowała zamówienia hafciarskie. Zdobiła haftem tradycyjną odzież regionalną oraz tkaniny dekoracyjne (serwety, obrusy, bieżniki) w czerwone, białe i czarne wzory (kółka, zielka) na białym tle. W tym czasie swoje dzieła sprzedawała za pośrednictwem Spółdzielni Rękodzielniczej w Pniewie kontynuującej tradycje z Pniewa. Wysokie walory estetyczne prac Marianny sprawiały, że znajdowały one zbyt i uznanie.
W latach 1950–1990 wraz z czterystoma innymi hafciarkami współpracowała ze Spółdzielnią CPLiA „Twórczość Kurpiowska” z Pułtuska. W tym czasie haft białokurpiowski stał się znany i poszukiwany. Wyroby Marianny Pogłód wyróżniały się: zwracano uwagę na ich staranne i precyzyjne wykonanie, a także wzorową kompozycję tradycyjnych motywów oraz bogactwo wzorów. Marianna pełniła w spółdzielni różne role, przez pewien czas była członkinią jej zarządu. Była także delegatką spółdzielni na Zjazdy Delegatów Związku Spółdzielni Przemysłu Ludowego i Artystycznego „Cepelia”.
W 1977 została członkinią Stowarzyszenia Twórców Ludowych. Przenosiła wzory kurpiowskie na materiały przygotowane dla Instytutu Wzornictwa Przemysłowego.
W konkursie w 1934 w Dolinie Szwajcarskiej w Warszawie (podczas jej pierwszej wystawy haftu) zdobyła pierwsze miejsce. Trzykrotnie (1947, 1953, 1966) prezentowała swoje hafty na Wystawie Sztuki Ludowej na zamku w Pułtusku – za drugim razem zdobyła drugą nagrodę. Wśród innych licznych konkursów i wystaw, w których brała udział, wymienić można także Wystawę X-lecia PRL w Warszawie, Targi jurajskie w Częstochowie czy w Muzeum Etnograficznym w Warszawie.
Była znana jako popularyzatorka sztuki ludowej, chętnie nauczała haftu. W latach 1977–1978 skupowała tradycyjne sprzęty gospodarstwa domowego dla Muzeum Okręgowego (obecnie Muzeum Kultury Kurpiowskiej) w Ostrołęce.
Jest pochowana na cmentarzu w Pniewie.

## Odznaczenia
W 1978 została uhonorowana Krzyżem Kawalerskim Orderu Odrodzenia Polski oraz Medalem 40-lecia PRL. Otrzymała odznaki: Za Zasługi Dla Województwa Ostrołęckiego (1983), Zasłużony dla Cepelii (1986), Zasłużony Działacz Ruchu Spółdzielczego (1986). Była laureatką Nagrody Kolberga (1998).

## Upamiętnienie
Jest jedną z bohaterek wystawy czasowej „Harciarka ręczna” dostępnej między 10 czerwca a 18 września 2022 w Muzeum Kultury Kurpiowskiej w Ostrołęce.